# Filip Ahl
Filip Ahl, född 12 juni 1997 i Jönköping, Sverige, är en svensk professionell ishockeyspelare. Ahl har tidigare spelat för bland annat HV71 och Regina Pats.
Han är son till den professionella ishockeymålvakten Boo Ahl.